# 許子欣
許子欣（1967年9月19日—），本名及原藝名許淑蘋，台灣女演員。國光藝校科班出身，1984年出道。1985年演出台視武俠劇《心劍》而出名，當時只有17歲。2001年與演員張銘結婚，兩人育有二子，分別於2002年及2010年出生。為了照顧孩子而退出演藝界。

## 演出作品

### 電影
- 1989年：《1989放暑假》飾 哈弟
- 1989年：《企業流氓》飾 嘉敏
- 1990年：《大賭秀》飾 小娟

### 電視劇
| 年 份  | 頻 道    | 劇 名                                    | 角 色           |
| 1985年 | 台視     | 《心劍》                                 | 岳雪梅&上官雲鳳 |
| 1986年 | 台視     | 《揮劍問情》                             | 風停雲          |
| 1986年 | 台視     | 《心有千萬結》                           | 楊涓言          |
| 1986年 | 台視     | 《金色山莊》                             | 超英            |
| 1987年 | 台視     | 《還君明珠》                             | 趙玲            |
| 1987年 | 台視     | 《恰恰碰恰恰》                           | 甄美麗          |
| 1989年 | 台視     | 《又見郵差來按鈴》                       | 小蘋果          |
| 1991年 | 華視     | 《家有仙妻》                             | 小菁            |
| 1992年 | 華視     | 《床邊愛情故事》風裡的愛                 | 清苞            |
| 1992年 | 中視     | 《財神爺報到》                           | 麗麗            |
| 1993年 | 華視     | 《劉伯溫傳奇》還珠願                     | 珠兒            |
| 1994年 | 中視     | 《牽手出頭天》                           | 陳曉蘭          |
| 1994年 | 中視     | 《深閨夢裡情》                           | 周天愛          |
| 1994年 | 華視     | 《劉伯溫傳奇》神火飛鴉                   | 左燕            |
| 1994年 | 華視     | 《劉伯溫傳奇》淚嬋娟                     | 穎兒            |
| 1995年 | 台視     | 《台灣水滸傳》                           | 白蘋            |
| 1995年 | 亞洲電視 | 《新包青天》鐵丘坟                       | 月奴            |
| 1995年 | 華視     | 《劉伯溫傳奇》飛花逐夢                   | 尹芳蘭          |
| 1996年 | 中視     | 《天師鍾馗》蝴蝶夢                       | 紫霜            |
| 1996年 | 台視     | 《花落花開》                             | 梅玲            |
| 1996年 | 台視     | 《大家有緣》                             | 嘉嘉            |
| 1997年 | 中視     | 《家是一窩豬》                           | 艾雅            |
| 1997年 | 華視     | 《施公奇案》再世鴛鴦                     | 岳蕙蘭          |
| 1998年 | 華視     | 《台灣靈異事件》愛在驚聲尖叫時           | 李文娟          |
| 1999年 | 華視     | 《土地公傳奇》將軍之愛                   | 玉芙蓉          |
|        | 台視     | 《人間劇場－都市寓言系列：鐵路邊的戀情》 | 春花            |